# Ommata collaris
Ommata collaris là một loài bọ cánh cứng trong họ Cerambycidae.